# Нейплс-Парк (Флорида)
Нейплс-Парк (англ. Naples Park) — переписна місцевість (CDP) в США, в окрузі Колльєр штату Флорида. Населення — 5092 особи (2020).

## Географія
Нейплс-Парк розташований за координатами 26°15′47″ пн. ш. 81°48′41″ зх. д. / 26.26306° пн. ш. 81.81139° зх. д. (26.262921, -81.811316).  За даними Бюро перепису населення США в 2010 році переписна місцевість мала площу 3,19 км², з яких 3,19 км² — суходіл та 0,01 км² — водойми.

## Демографія
Згідно з переписом 2010 року, у переписній місцевості мешкало 5967 осіб у 2584 домогосподарствах у складі 1499 родин. Густота населення становила 1869 осіб/км².  Було 3299 помешкань (1033/км²).
Расовий склад населення:
| - 88,5 % — білих - 1,9 % — чорних або афроамериканців - 1,3 % — азіатів - 0,2 % — корінних американців - 0,1 % — вихідців з тихоокеанських островів - 5,3 % — осіб інших рас |

До двох чи більше рас належало 2,6 %. Частка іспаномовних становила 22,6 % від усіх жителів.
За віковим діапазоном населення розподілялося таким чином: 18,4 % — особи молодші 18 років, 66,7 % — особи у віці 18—64 років, 14,9 % — особи у віці 65 років та старші. Медіана віку мешканця становила 41,1 року. На 100 осіб жіночої статі у переписній місцевості припадало 99,8 чоловіків;  на 100 жінок у віці від 18 років та старших — 99,3 чоловіків також старших 18 років.
Середній дохід на одне домашнє господарство  становив 58 594 долари США (медіана — 49 022), а середній дохід на одну сім'ю — 64 780 доларів (медіана — 52 500). Медіана доходів становила 38 458 доларів для чоловіків та 36 568 доларів для жінок. За межею бідності перебувало 12,4 % осіб, у тому числі 16,5 % дітей у віці до 18 років та 8,2 % осіб у віці 65 років та старших.
Цивільне працевлаштоване населення становило 3516 осіб. Основні галузі зайнятості: мистецтво, розваги та відпочинок — 27,7 %, будівництво — 12,5 %, науковці, спеціалісти, менеджери — 11,9 %.